# Claude Pinoteau

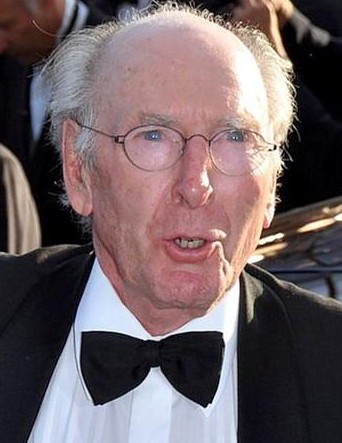
Claude Pinoteau (2011)

Claude Pinoteau (* 25. Mai 1925 in Boulogne-Billancourt; † 5. Oktober 2012 in Neuilly-sur-Seine) war ein französischer Drehbuchautor und Filmregisseur. Sein größter kommerzieller Erfolg war der Teenagerfilm La Boum – Die Fete mit über 4,3 Millionen Kinogängern alleine in Frankreich.

## Karriere
Sein Vater Lucien Pinoteau war Produktionsleiter der Pathé. Pinoteau startete seine Filmkarriere 1941 als Requisiteur beim Film, assistierte ab 1949 Regisseuren wie Jean Cocteau, René Clément, Jean-Pierre Melville, Max Ophüls und René Clair, bevor er nach 20-jähriger Assistenzzeit 1973 seinen ersten eigenen Film, Ich – die Nummer eins, mit Lino Ventura in der Hauptrolle inszenieren konnte. Für seinen zweiten Film Die Ohrfeige, einen der ersten Filme, mit denen Isabelle Adjani bekannt wurde, wurde er mit dem Louis-Delluc-Preis ausgezeichnet. Ab Ende der 1960er Jahre verfasste er zudem auch Filmszenarien.
In den 1980er Jahren wurde Pinoteau auch in Deutschland durch die Filme La Boum – Die Fete und La Boum 2 – Die Fete geht weiter mit Sophie Marceau, Claude Brasseur und Brigitte Fossey in den Hauptrollen bekannt.
Claude Pinoteau war der jüngere Bruder von Jack Pinoteau, der ebenfalls Regisseur wurde. Er verstarb am 5. Oktober 2012 im Alter von 87 Jahren in Neuilly-sur-Seine.

## Filmografie
Regie
- 1973: Ich – die Nummer eins (Le silencieux)
- 1974: Die Ohrfeige (La gifle)
- 1976: Der große Angeber (Le grand escogriffe)
- 1979: Ein Mann in Wut (L’homme en colère)
- 1980: La Boum – Die Fete
- 1982: La Boum 2 – Die Fete geht weiter
- 1984: Tödliche Angst (La septième cible)
- 1988: Die Studentin (L’étudiante)
- 1991: La neige et le feu
- 1994: Lisa und Antoine (Cache Cash)
- 1997: Marie Curie – Forscherin mit Leidenschaft (Les palmes de M. Schutz)

Drehbuch
- 1970: Voyou oder Ein Strolch in Paris (Le Voyou)

Darstellung
- 1971: Smic, Smac, Smoc – Die Drei vom Trockendock (Smic, Smac, Smoc)